# Futbol a les Seychelles
El futbol és l'esport més popular a les Seychelles. És dirigit per la Federació de Futbol de les Seychelles.

## Competicions
- Lligues:
  - Barclays League First Division
  - Barclays League Division Two
  - Barclays League Division Three
- Copes:
  - Copa seychellesa de futbol

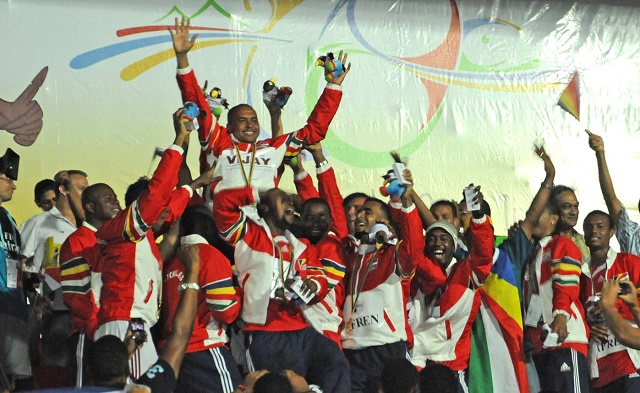
Selecció de Seychelles als Jocs de les Illes de l'Oceà Índic.

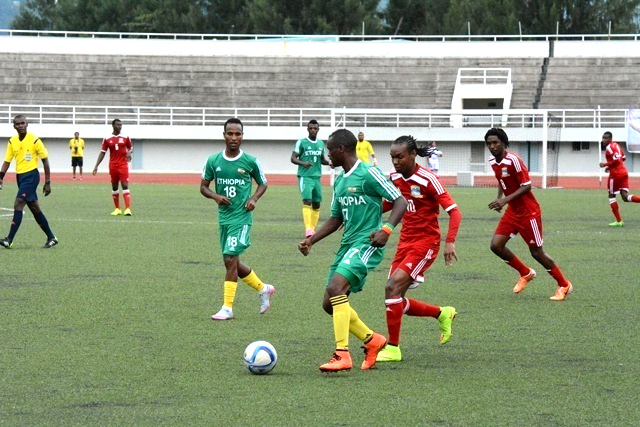
Partit Seychelles-Etiòpia el 2015.

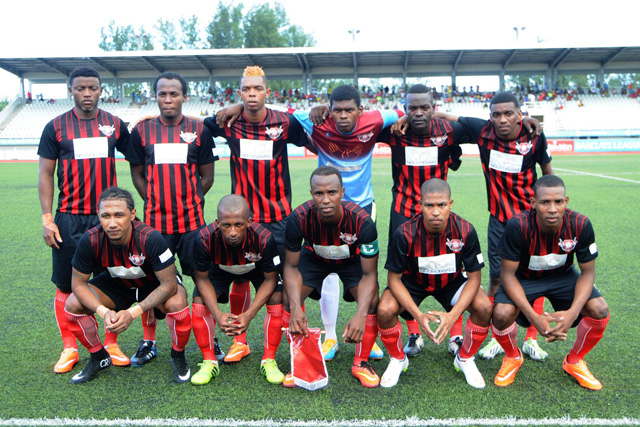
Saint Michel United.

  - Copa de la Lliga seychellesa de futbol
  - Copa President seychellesa de futbol

## Principals clubs
Clubs amb més títols nacionals a 2020.
- Saint Michel United FC
- Saint Louis Suns United FC
- Red Star FC
- La Passe FC
- Côte d'Or FC
- Anse Réunion FC

## Principals estadis
Font:
| # | Estadi           | Capacitat | Ciutat   |
| - | ---------------- | --------- | -------- |
| 1 | Stad Linité      | 10.000    | Victòria |
| 2 | People's Stadium | 7.000     | Victòria |